# Pinarayi Vijayan

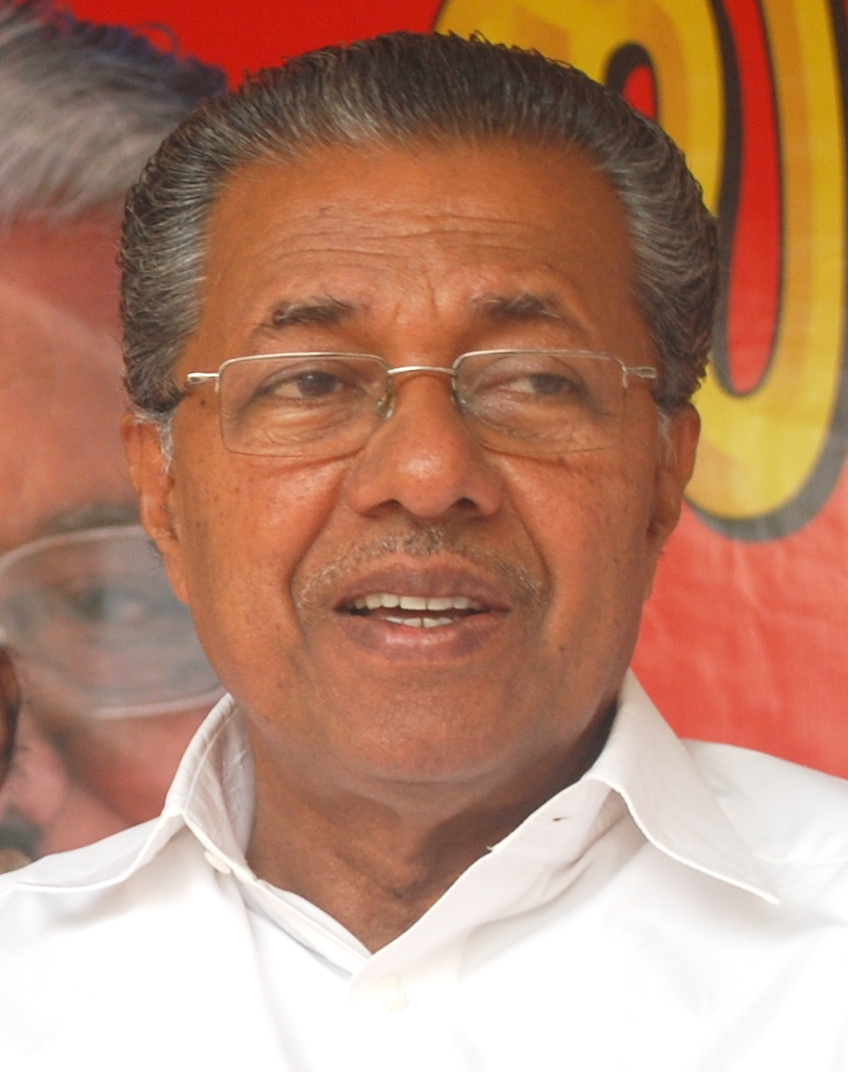
Pinarayi Vijayan (2011)

Pinarayi Vijayan (Malayalam പിണറായി വിജയൻ; * 24. Mai 1945 in Pinarayi, Distrikt Kannur, damals Provinz Madras, Britisch-Indien, heute Kerala, Indien) ist ein indischer Politiker der Communist Party of India (Marxist) (CPM). Seit dem 25. Mai 2016 ist er Chief Minister des südindischen Bundesstaats Kerala.

## Biografie
Pinarayi Vijayan wurde in einem kleinen Dorf noch im damaligen Britisch-Indien geboren. Er stammt aus bescheidenen Verhältnissen. Sein Vater arbeitete als toddy-tapper, d. h., er bestritt seinen Lebensunterhalt mit dem Abzapfen von Zuckerpalmensaft, aus dem Palmwein hergestellt wird. In seinem Heimatdistrikt besuchte er die Schule und erwarb danach am staatlichen Brennen College in Thalassery einen Abschluss. Schon in seiner Jugendzeit kam er mit marxistischem Gedankengut und der kommunistischen Bewegung, die traditionell in Kerala stark ist (1957–1959 gab es hier die erste kommunistisch geführte Regierung in einem indischen Bundesstaat), in Kontakt und schloss sich schließlich der Communist Party of India (Marxist) (CPM) an. 1964 wurde er zum Generalsekretär der Kerala Students’ Federation im Distrikt Kannur gewählt. Anschließend stieg er in der lokalen Parteihierarchie der CPM in Kannur auf. Bei Parlamentswahlen in Kerala wurde er insgesamt vier Mal als Abgeordneter der CPM in das Parlament von Kerala gewählt (1970, 1977, 1991 und 1996; die ersten drei im Wahlkreis Koothuparambu, die letzte im Wahlkreis Payyannur). Während der Zeit des Ausnahmezustandes in Indien 1975–1977 war er, wie auch viele andere in Opposition zur Politik von Premierministerin Indira Gandhi stehende Politiker, über viele Monate inhaftiert. In den folgenden zwei Jahrzehnten engagierte er sich als Funktionär der CPM in Kerala und stieg sukzessive in der Parteihierarchie auf. Nach dem Tod des bisherigen CPM-Generalsekretärs in Kerala, Chadayan Govindan, übernahm Vijayan 1998 dieses Amt und hatte es (bei mehrfacher Wiederwahl) bis 2012 inne.
In der Regierung des Chief Ministers on Kerala E. K. Nayanar (1996–2001) bekleidete Vijayan 1996–1998 das Amt des Ministers für Elektrizität und Energie. Nachdem die Left Democratic Front, eine Allianz aus CMP und anderen Linksparteien, die Parlamentswahl in Kerala 2016 gewonnen hatte, wurde Pinarayi Vijayan am 25. Mai 2016 als Chief Minister von Kerala vereidigt.
Pinarayi ist verheiratet und hat mit seiner Frau Kamala zwei Kinder, Veena und Vivek.